# Carl Schutte
Carl Otto Schutte (5 ottobre 1887 – 24 giugno 1962) è stato un ciclista su strada statunitense.

## Palmarès

### Olimpiadi
- Bronzo a Stoccolma 1912 nella corsa individuale.
- Bronzo a Stoccolma 1912 nella corsa a squadre.